# Niedenzuella castanea
Niedenzuella castanea är en tvåhjärtbladig växtart som först beskrevs av José Cuatrecasas, och fick sitt nu gällande namn av W.R.Anderson. Niedenzuella castanea ingår i släktet Niedenzuella och familjen Malpighiaceae. Inga underarter finns listade i Catalogue of Life.